# Ines Seiler
Ines Seiler (* 1978 in Königs Wusterhausen) ist eine deutsche Politikerin (SPD). Sie ist seit 2024 Mitglied im Landtag Brandenburg.

## Leben
Nach ihrer Geburt in der DDR zog Seiler 1982 in den Westen, wohin ihr Vater drei Jahre zuvor schon mit einem Segelflugzeug geflohen war. Nach dem Abitur absolvierte sie eine Ausbildung zur Speditionskauffrau in Hamburg und studierte daraufhin Geographie in Bonn. Seiler ist verheiratet und hat einen Sohn.

## Politik
Bei der Landtagswahl in Brandenburg 2024 zog Seiler über das Direktmandat im Landtagswahlkreis Teltow-Fläming III in den Landtag ein.